# Sainte-Geneviève (Seine-Maritime)
Sainte-Geneviève település Franciaországban, Seine-Maritime megyében. Lakosainak száma 260 fő (2022. január 1.). Sainte-Geneviève Beaubec-la-Rosière, Bradiancourt, Fontaine-en-Bray, Mathonville, Neufbosc, Saint-Saire és Sommery községekkel határos.

## Népesség
A település népessége az elmúlt években az alábbi módon változott:
| Lakosok száma | 294  | 279  | 276  | 270  | 270  | 269  | 269  | 264  | 260  |
|               | 2013 | 2015 | 2016 | 2017 | 2018 | 2019 | 2020 | 2021 | 2022 |